# Kanton Saint-Quentin-3
 Saint-Quentin-3  is een kanton van het Franse departement Aisne. Het kanton maakt deel uit van het arrondissement  Saint-Quentin.
Het kanton Saint-Quentin-3 werd gevormd ingevolge het decreet van 21 februari 2014, met uitwerking op 22 maart 2015, door samenvoeging van het voormalige kanton Saint-Quentin-Sud met 3 gemeenten uit het voormalige kanton Saint-Simon. Het kanton kreeg Saint-Quentin als hoofdplaats. 

## Gemeenten
Het kanton omvat sinds zijn vorming 8 gemeenten en een deel van Saint-Quentin, namelijk:
- Castres
- Contescourt
- Gauchy
- Grugies
- Harly
- Homblières
- Mesnil-Saint-Laurent
- Neuville-Saint-Amand
- Saint-Quentin (zuidelijk deel)